# Benjamin Brooks
Benjamin Brooks (* 21. März 1979 in Singleton) ist ein ehemaliger australischer Radrennfahrer.
Benjamin Brooks wurde 2002 gemeinsam mit Bradley McGee australischer Meister im Madison auf der Bahn. Bis 2008 war er bei verschiedenen Rennställen unter Vertrag und konnte mehrere Etappen bei verschiedenen US-amerikanischen Etappenrennen für sich entscheiden. 2008 beendete er seine Radsport-Laufbahn.

## Erfolge
2002
- Australischer Meister Madison (Bahn)

## Teams
- 1999 Linda McCartney Racing Team
- 2000 Linda McCartney Racing Team
- 2003 Jelly Belly
- 2004 Jelly Belly
- 2005 Jelly Belly
- 2006 Navigators Insurance
- 2007 Navigators Insurance
- 2008 Team Type 1